# 2525 O'Steen
2525 O'Steen è un asteroide della fascia principale. Scoperto nel 1981, presenta un'orbita caratterizzata da un semiasse maggiore pari a 3,1438711 UA e da un'eccentricità di 0,1881290, inclinata di 2,77432° rispetto all'eclittica.
L'asteroide è dedicato a Mary Elizabeth O'Steen, madre dello scopritore.